# بردگوری سرپیر ۱ تا ۵
بردگوری سرپیر ۱ تا ۵ (بردسیلا) از آثار تاریخی می‌باشد که در روستای سرپیر از توابع شهرستان اردل واقع شده و این اثر در تاریخ ۸ خرداد ۱۳۸۰ با شمارهٔ ثبت ۳۸۸۴ به‌عنوان یکی از آثار ملی ایران به ثبت رسیده است.